# Luis Sáenz Peña
Luis Sáenz Peña (ur. 2 kwietnia 1822 w Buenos Aires, zm. 4 grudnia 1907 tamże) – argentyński prawnik i polityk. Prezydent Argentyny w latach 1892-1895. Jego synem był Roque Sáenz Peña, prezydent Argentyny w latach 1910-1914.
Ukończył studia prawnicze na Uniwersytecie Buenos Aires. W 1860 brał udział w pracach konwencji konstytucyjnej w Buenos Aires, w czasie której propagował włączenie swego regionu w skład Konfederacji Argentyńskiej. W trakcie swej kariery politycznej był m.in. regionalnym senatorem (1870), wicegubernatorem prowincji Buenos Aires (1874), prezesem centralnego banku swej prowincji oraz przewodniczącym Sądu Najwyższego Buenos Aires. Pełnił również funkcję ministra w rządzie prezydenta Carlosa Pellegriniego.
Został wybrany na stanowisko prezydenta Argentyny 10 kwietnia 1892 wraz z José Evaristo Uriburu, który był kandydatem na wiceprezydenta.
W historii Argentyny zapisał się jako prezydent słaby i kontrolowany przez Julio Argentino Roca. Jego rządem targały bezustanne kryzysy gabinetowe, wynikające z ciągłych konfliktów między ówczesnymi głównymi siłami politycznymi kraju – rokistami (zwolennikami Julio Argentino Roca) oraz politykami skupionymi wokół Unión Cívica Nacional (tak zwani cívicos). 
Luis Sáenz Peña był prezydentem w czasie, gdy potęgą polityczną stawał się także ruch radykałów (partia Unión Cívica Radical). W 1893 radykalni politycy na czele z Leandro N. Alemem doprowadzili do wybuchu rewolucji, która objęła szczególnie silnie prowincję Buenos Aires, Tucumán, San Luis i Santa Fe.
Ze względu na ciągłe kryzysy polityczne oraz fakt, iż Kongres Narodowy poparł udzielenie amnestii uczestnikom buntu z 1893, Sáenz Peña złożył rezygnację z funkcji prezydenta.  Zgodnie z argentyńskim prawem na stanowisku do końca sześcioletniej kadencji zastąpił go wiceprezydent José Evaristo Uriburu.
Pochowany na Cementerio de la Recoleta.